# Fets d'Aleria
Els Fets d'Aleria de 21 d'agost de 1975 són considerada la primera fita del modern nacionalisme cors.
A començaments de 1974 l'Acció Regionalista Corsa fou criticat a causa de la seva passivitat pels primers grups armats corsos. L'agost de 1974 va convocar un Congrés a Corte, la capital històrica de l'illa amb 8.000 participants, on es decideix elevar el nivell d'acció autonomista cap a la «revolució total», i després del qual passa a anomenar-se I Francesi Fora i es decideix passar a l'acció directa. El 21 d'agost del 1975 Edmond Simeoni i un escamot armat de 50 membres de l'ARC decideixen actuar a cara descoberta, i amb fusells de cacera i dossiers de denúncia, ocupant la cava Depeille d'Aleria, per tal de denunciar el frau escandalós en l'elaboració del vi i en l'adjudicació de terres als pied-noirs, i alhora exigir mesures agrícoles per als petits pagesos corsos. El mateix dia són setjats per 1.250 policies, amb vuit helicòpters i quatre blindats; la policia rep ordres de carregar, provocant en quaranta-vuit hores la bogeria: el resultat són dos gendarmes morts i un grapat de policies ferits, així com un ocupant.
Edmond Simeoni i Serge Cacciari seran duts a París, jutjats i condemnats el 1976 a 5 i 10 anys de presó respectivament, i el govern francès il·legalitza l'ARC. El 27 d'agost es produeixen manifestacions de protesta a Bastia que provoquen un policia mort i 14 ferits. El 1977, però, Simeoni fou alliberat per bona conducta. Cacciari fou alliberat durant l'amnistia de 1981.